# John Beckman
John Albert Beckman (22 de octubre de 1895, en Nueva York, NY – 22 de junio de 1968, en Miami, Florida) fue un jugador profesional de baloncesto estadounidense.
Durante su carrera profesional de 27 años (1914-1941) fue conocido como el "Babe Ruth del baloncesto". Es principalmente conocido por su tiempo con los Original Celtics (1918/19, 1921-27, 1929). Fue incluido en el Salón de la Fama del Baloncesto en 1973.

## Carrera
Beckman comenzó a jugar para la Escuela Católica St. Gabriel's en Manhattan a los 15 años en 1910. No asistió a la universidad, pero en su lugar jugó para los Opals de la Liga del Condado de Hudson en 1910. En 1915, Beckman jugó para De Neri, un equipo de la EL con sede en Filadelfia, jugó 34 de los 40 juegos del equipo, haciendo 88 goles de campo y 74 tiros libres. Concluyendo la temporada con 250 puntos y terminando tercero en puntuación en la EL, con un promedio de 7,4 puntos por juego, un promedio alto en una era de baloncesto de puntuación baja. En la temporada 1917-18, la EL se pospuso temprano debido a la Primera Guerra Mundial. Beckman lideró la EL en puntuación con 9.25 puntos por juego.

## Perfil del jugador
El alero de 156 libras, fue considerado una de las verdaderas estrellas de los primeros años del baloncesto. Fue considerado el mejor lanzador de tiros libres de su época. Su prolífico lanzamiento de tiros libres y su estilo de juego enérgico siempre emocionaban a las multitudes. En 1918, el compañero de equipo de Beckman, Chris Leonard de los Original Celtics, consideraba a Beckman, "un maestro del contraataque", debido a su velocidad relámpago. Beckman fue un jugador ofensivo completo respetado por su capacidad de anotación, con una capacidad de tiro excepcional junto con su capacidad de penetración. Se le atribuyó como un jugador valioso para el equipo, por su desinterés y compromiso en el trabajo en equipo, el pase y la defensa en equipo.